# 30840 Jackalice
30840 Jackalice è un asteroide della fascia principale. Scoperto nel 1991, presenta un'orbita caratterizzata da un semiasse maggiore pari a 2,6548068 au e da un'eccentricità di 0,2027152, inclinata di 12,24198° rispetto all'eclittica.
L'asteroide è dedicato all'astrofotografo canadese Jack Newton e a sua moglie Alice.